# Molly Shannon
Molly Helen Shannon (Shaker Heights, 16 de setembro de 1964) é uma atriz,comediante e escritora, mais conhecida por seu trabalho como membro do elenco de Saturday Night Live 1995-2001. Mais recentemente, ela estrelou a sitcom da NBC Kath & Kim até seu cancelamento em 2009.

## Vida pessoal
Shannon casou com o artista Fritz Chesnut em 29 de maio de 2004. Eles têm dois filhos: Uma menina chamada Stella (2003), e um menino chamado Nolan (2005).

## Filmografia

### Filmes
| Ano  | Título                                | Personagem               | Notas     |
| ---- | ------------------------------------- | ------------------------ | --------- |
| 1989 | O Fantasma da Ópera                   | Meg                      |           |
| 1998 | The Thin Pink Line                    | Aanl                     |           |
| 1998 | Happiness                             | Nancy                    |           |
| 1998 | A Night at the Roxbury                | Emily Sanderson          |           |
| 1998 | Daydream Believer                     | Susan Bradley            |           |
| 1998 | Analyze This                          | Caroline                 |           |
| 1999 | Superstar                             | Mary Katherine Gallagher |           |
| 1999 | Never Been Kissed                     | Anita                    |           |
| 2000 | How the Grinch Stole Christmas        | Betty Lou Who            |           |
| 2000 | My 5 Wives                            | Barbara Van Dyke         |           |
| 2001 | Wet Hot American Summer               | Gail von Kleinenstein    |           |
| 2001 | Serendipity                           | Eve                      |           |
| 2002 | The Santa Clause 2                    | Tracy                    |           |
| 2003 | American Splendor                     | Stage Actor Joyce        |           |
| 2003 | My Boss's Daughter                    | Audrey Bennett           |           |
| 2003 | Good Boy!                             | Mrs. Baker               |           |
| 2006 | Shut Up and Sing                      | Trish                    |           |
| 2006 | Scary Movie 4                         | Marilyn                  |           |
| 2007 | Year of the Dog                       | Peggy                    |           |
| 2007 | Evan Almighty                         | Eve Adams                |           |
| 2008 | More of Me                            | Alice                    | Telefilme |
| 2008 | Igor                                  | Eva                      | Voz       |
| 2008 | Snow Buddies                          | Molly                    | Voz       |
| 2009 | Safety Glass                          | Penelope Little          |           |
| 2012 | Hotel Transilvânia                    | Wanda                    | Voz       |
| 2013 | Scary Movie 5                         | Heather Darcy            |           |
| 2015 | Hotel Transylvania 2                  | Wanda                    | Voz       |
| 2016 | Other People                          | Joanne Mulcahey          |           |
| 2016 | Miles                                 | Pam Walton               |           |
| 2017 | The Little Hours                      | Irmã Marea               |           |
| 2017 | Fun Mom Dinner                        | Jamie                    |           |
| 2017 | We Don't Belong Here                  | Deborah                  |           |
| 2017 | The Layover                           | Nancy                    |           |
| 2018 | Private Life                          | Cynthia                  |           |
| 2018 | Half Magic                            | Mistress Valesca         |           |
| 2018 | Wild Nights with Emily                | Emily Dickinson          |           |
| 2018 | Hotel Transylvania 3: Summer Vacation | Wanda                    | Voz       |
| 2019 | Sextuplets                            | Linda                    |           |
| 2022 | Hotel Transylvania: Transformania     | Wanda                    | Voz       |

### Televisão
| Ano        | Título                             | Personagem                   | Notas             |
| ---------- | ---------------------------------- | ---------------------------- | ----------------- |
| 1991       | Twin Peaks                         | Judy Swain                   | Segunda temporada |
| 1993       | In Living Color                    | Officer Trainee              | 2 episódios       |
| 1995-2001  | Saturday Night Live                | Várias                       | 120 episódios     |
| 1997       | Seinfeld                           | Sam                          | 1 episódio        |
| 2002       | Sex and the City                   | Lily Martin                  | 3 episódios       |
| 2003       | Johnny Bravo                       | Múltiplas vozes              | 1 episódio        |
| 2003       | Ed                                 | Linda Berringer              | 1 episódio        |
| 2004       | Scrubs                             | Denise Lemmon                | 1 episódio        |
| 2004-2006  | 'Cracking Up                       | Lesley Shackleton            | 7 episódio        |
| 2005-2007  | American Dad!                      | Kristy (voz)                 | 3 episódios       |
| 2006       | My Gym Partner's a Monkey Pretties |                              | 1 episódio        |
| 2006       | The Amazing Screw-On Head          | Patience, a Vampira (voz)    | 1 episódio        |
| 2007       | 30 Rock                            | Katherine Catherine          | 1 episódio        |
| 2007       | Saturday Night Live                | Ela mesma                    | 1 episódio        |
| 2008-2009  | Kath & Kim                         | Kath                         | 18 episódios      |
| 2010       | Glee                               | Brenda Castle                | 1 episódio        |
| 2011, 2013 | The Middle                         | Janet                        | 2 episódios       |
| 2013       | Enlightened                        | Eileen Foliente              | 1 episódio        |
| 2013       | Hannibal                           | "Mãe" de um familia especial |                   |
| 2013       | Jessie                             | Col. Beverly Shannon         | 1 episódio        |
| 2013       | Bob's Burgers                      | Millie                       | 1 episódio        |
| 2013       | Raising Hope                       | Maxine                       | 1 episódio        |
| 2016       | Animals.                           | Olivia (voz)                 | 1 episódio        |
| 2016       | Childrens Hospital                 | Paula Reilly                 |                   |
| 2017       | Life in Pieces                     | Allie                        | 1 episódio        |

### Videoclipes
| Ano  | Artista     | Música                       | Personagem       |
| ---- | ----------- | ---------------------------- | ---------------- |
| 2017 | Swish Swish | Katy Perry feat. Nicki Minaj | Treinadora Molly |

## Personagens noSaturday Night Live
Personagens originais
- Mary Katherine Gallagher, a personagem mais conhecida de Shannon. Um estranho e rejeitado estudante de uma escola católica que gostava de se apresentar no coral e na escola. Shannon estrelou um longa-metragem baseado no personagem em 1999.
- Sally O'Malley, uma orgulhosa dançarina de 50 anos de idade, com um penteado bouffant , que usava calças vermelhas justas e proclamava o quanto ela adorava "chutar, esticar e chutar!"
- Circe Nightshade, co-apresentadora do " Goth Talk " (com Chris Kattan).
- Miss Colleen, co-apresentadora do "Dog Show" (com Will Ferrell).
- Elizabeth, uma das "Southern Gals".
- Helen Madden, uma autoproclamada "Joyologista" exuberante, que apareceu em programas de entrevistas com o slogan "Eu adoro, adoro, adoro!"
- Veronica Kilvere, uma modelo de moda aérea que hospeda a "Veronica & Co." talk show.
- Janette Blow, esposa de Joe Blow (interpretado por Colin Quinn) em "The Local News" , programa de TV a cabo de acesso público.
- Terri Rialto, co-apresentador do programa de rádio da NPR "Delicious Dish " (com Ana Gasteyer).
- Margaret Healy, uma mulher que gosta de fazer muitas vozes e sotaques.
- Jeannie Darcy, uma comediante de cabelos longos e sem graça, que terminou quase todas as piadas com a frase "Não me faça começar, nem me faça começar!